# Snow-Nunatakker
Die Snow-Nunatakker sind eine Gruppe von vier linear angeordneten Nunatakkern an der English-Küste im westantarktischen Ellsworthland. Sie liegen gegenüber der Case-Insel und erstrecken sich mit ostwestlicher Ausrichtung über eine Länge von rund 30 km. Zu ihnen gehören von Westen nach Osten der Espenschied-Nunatak, Mount McCann, Mount Thornton und Mount Benkert.
Entdeckt wurden sie bei der United States Antarctic Service Expedition (1939–1941). Namensgeber ist Ashley Clinton Snow Jr. (1906–1975), Pilot bei dieser Expedition.